# 공공 영역
공적 영역 혹은 공론장 혹은 공공 영역(독일어: Öffentlichkeit, 영어: Public Sphere)은 근대 사회에서 공적 논쟁과 토의의 장이다. 이 단어는 공적 영역의 탄생과 더불어 이어진 쇠퇴 과정을 추적한 위르겐 하버마스가 주장하였다.
모든 사람의 관심사를 토론하고 아이디어를 형성할 수 있는 공개 토론 공간이다.  사회구성원간의 합리적 토론을 통해서 사회구성원들의 보편적 이익에 관한 사회적 합의를 도출하는 담론적 공간을 의미한다. 모든 토론 참여자들이 동등한 지위에서 토론하는 것을 전제로 한다.

## 공적 영역의 의미 및 의의
하버마스의 공적 영역은 일반인의 관심을 끄는 이슈가 토의되고 형성되는 공적 논쟁의 장으로 봤으며, 민주적 참여와 민주적 과정에 필수적인 것이라고 말했다. 그러나 근대사회에서 민주적 토론은 문화 산업의 발달에 의해 억제되었으며, 매스 미디어와 더불어 대중 엔터테인먼트의 확산은 공적 영역의 쇠퇴를 초래한다. 

## 비판
하버마스가 지적한 살롱 문화는 상위 계급으로 제한되어 있었으며 노동 계급은 이에 접근할 수 없었다. 또한 이런 공론장은 특정 사회집단을 배제한채로 구성되었다. 또한 페미니스트 학자들은 하버마스가 공적 영역을 가정과 사적 영역과 분리하면서 여성에게 중요성을 갖는 많은 쟁점들이 배제되었다는 주장을 펴고 있다 또한 오늘날 미디어가 다양한 공적 사안에 대해 방송하고 사회 내에서 폭넓은 토론을 촉진함으로써 실제로 더 많은 공적 논쟁을 가능하게 함으로, 공론장이 위축되기는커녕 실제로는 오히려 확장되고 있음을 보여주고 있다 또한 정보사회에 들면서 '집단지성'이 사이버 공간의 공론장을 형성하며, 기존의 공공 지식인이 수행하던 역할을 대체하고 있다는 주장도 제기되었다. 최근 미디어 영역에서 역할을 하고 있는 공론장에 관해서 사회를 진전시키는 역할을 수행하려면 참여자들의 미디어 리터러시 교육의 필요성이 따라 대두되고 있다.시대가 변화함에 따라 새롭게 생겨난 온라인 공론장 개념은 사용자들의 개인화와 익명성 등의 특성으로 인해 본질적인 공론장 개념에 부합하다는 논의도 이루어지고 있다.
또 소셜미디어가 온라인 공론장의 대표적인 예시로 꼽히나, 과연 소셜미디어를 진정한 공론장으로 볼 수 있는지에 대한 비판이 존재한다. 

## 같이 보기
- 논증 이론
- 인간 관계
- 항의